# Start a Fire (EP)
Start a Fire fue el primer lanzamiento oficial de la banda de Provo, Utah Neon Trees. El EP fue sólo disponible para ventas en shows en su gira apoyando a Nico Vega y fue limitado a 500 unidades.
Todas las canciones en el EP fueron grabadas en Microphone Actin Squad en Orem, Utah y fueron producidas por Scott Wiley.
Un vídeo para el sencillo oficial, Calling My Name, fue grabado en Muse Music en Provo, Utah.
Phones es una de las canciones más viejas de Neon Trees - fue creada antes de que Elaine y Branden estuvieran en la banda.

## Lista de canciones
Todas las canciones fueron escritas por Neon Trees. Las letras por Tyley Glenn.
| N.º | Título                    | Duración |  |
| 1.  | «Calling My Name»         | 3:22     |  |
| 2.  | «The Death of You and Me» | 3:44     |  |
| 3.  | «Attraction»              | 3:24     |  |
| 4.  | «Phones»                  | 3:59     |  |
| 5.  | «Alarm»                   | 3:52     |  |

## Personal
- Tyler Glenn - Voz, sintetizadores
- Chris Allen - Guitarra
- Branden Campbell - Bajo
- Elaine Bradley - Batería, voz